# سكسينيل-مرافق الإنزيم A
سكسينيل-مرافق الإنزيم A  هو ثيوإستر يتكون من مرافق الإنزيم-A مرتبطاً إلى حمض السكسينيك.
يعد هذا المركب ذا أهمية كبير في دورة حمض الستريك. يمكن أن يصطنع المركب حيوياً بوجود الفيتامين B12 مرافقاً إنزيمياً من مركب بروبيونيل-مرافق الإنزيم A، وهو حمض دهني ذو عدد فردي من ذرات الكربون، وذلك فهو غير قادر على الخضوع لتفاعل أكسدة من النمط بيتا. بالمقابل فإن المركب الأخير يخضع إلى تفاعل إضافة كربوكسيل ليتحول إلى ميثيل المالونيل-مرافق الإنزيم A، والذي يعاد ترتيبه بوجود إنزيم موتاز ميثيل المالونيل-مرافق الإنزيم A المعتمد على الفيتامين بي 12 إلى سكسينيل-مرافق الإنزيم A.